# Булай
Була́й (удм. Былай) — село в Увинском районе Удмуртии, административный центр Булайского сельского поселения. Находится в 35 км к югу от посёлка Ува и в 57 км к западу от Ижевска.